# شکست اکسید گیت وابسته به زمان
شکستِ اُکسیدِ گیتِ وابسته به زمان (به انگلیسی: Time-dependent gate oxide breakdown) (یا شکست دی‌الکتریک وابسته به زمان، تی‌دی‌دی‌بی) (اختصاری TDDB) نوعی پیری ترانزیستور است، سازوکار خرابی در ماسفت‌ها، زمانی که اُکسید گِیت در نتیجه کاربرد طولانی مدت میدان الکتریکی نسبتاً کم دچار شکست می‌شود (به‌صورت متضاد شکست فوری، که ناشی از میدان الکتریکی قوی است). این خرابی به دلیل تشکیل یک مسیر رسانا از طریق اکسید گیت به زیرلایه به دلیل جریان تونل‌زنی الکترون ایجاد می‌شود، زمانی که ماسفت‌ها نزدیک یا فراتر از ولتاژهای کاری مشخص شده خود کار می‌کنند.

## مدل‌ها
تولید نقص در دی‌الکتریک یک فرایند تصادفی است. دو حالت شکست وجود دارد، درونی و بیرونی. شکست ذاتی ناشی از تولید نقص‌های ناشی از تنش الکتریکی است. شکست بیرونی ناشی از نقص‌های ناشی از فرایند تولید است. برای مدارهای مجتمع، زمان شکست به ضخامت دی‌الکتریک (اکسید گیت) و همچنین به نوع ماده بستگی دارد که به گره فرآیندی ساخت بستگی دارد. محصولات نسل قدیمی با ضخامت اکسید گیت بزگتر از ۴ نانومتر بر اساس SiO2 و گره‌های فرآیندی پیشرفته با اکسید گیت کوچکتر از ۴ نانومتر بر اساس مواد دی‌الکتریک با کاپای بالا هستند. مدل‌های شکست مختلفی وجود دارد و ضخامت اکسید گیت اعتبار مدل را تعیین می‌کند. مدل ئی، مدل یک بَر ئی و مدل نمایی قانون توان مدل‌های رایجی هستند که رفتار شکست را نشان می‌دهند.
انواع خرابی قطعات مدار مجتمع (IC) از منحنی کلاسیک وانی پیروی می‌کند. میزان تلفات دوران آغازین وجود دارد که به‌طور معمول به دلیل نقص‌های ساخت، نرخ خرابی آن کاهشی است. نرخ خرابی ثابت پایینی که طبیعتاً تصادفی است. خرابی‌های فرسودگی، خرابی‌های فزاینده‌ای به دلیل سازوکارهای تخریب پیری نیم‌رسانا هستند. تی‌دی‌دی‌بی یکی از سازوکارهای فرسودگی ذاتی است. عملکرد اجزای آی‌سی را می‌توان برای سازوکارهای فرسودگی نیم‌رسانا از جمله تی‌دی‌دی‌بی برای هر شرایط کاری معین ارزیابی کرد. مدل‌های خرابی ذکر شده در بالا می‌توانند برای پیش‌بینی زمان خرابی قطعه به دلیل خرابی دی‌الکتریک وابسته به زمان (تی‌دی‌دی‌بی) استفاده شوند.

## روش آزمودن
متداول‌ترین آزمون مورد استفاده برای بررسی رفتار تی‌دی‌دی‌بی «تنش ثابت» است. آزمون‌های تنش ثابت را می‌توان به صورت تنش ولتاژ ثابت (CVS) یا تنش جریان ثابت اعمال کرد. در حالت اول، یک ولتاژ (که اغلب کمتر از ولتاژ شکست اکسید است) به گیت اعمال می‌شود، در حالی که جریان نشتی آن نظارت می‌شود. مدت زمانی که طول می‌کشد تا اکسید تحت این ولتاژ اعمالی ثابت دچار شکست الکتریکی شود، زمان-تا-شکست نامیده می‌شود. سپس این آزمون چندین بار تکرار می‌شود تا توزیع زمان-تا-شکست به دست آید. این توزیع‌ها برای ایجاد نمودارهای قابلیت اطمینان و پیش‌بینی رفتار تی‌دی‌دی‌بی اکسید در سایر ولتاژها استفاده می‌شوند.